# Réver
Réver Humberto Alves Araújo, genannt Réver (* 4. Januar 1985 in Ariranha), ist ein ehemaliger brasilianischer Fußballspieler.

## Karriere
Réver begann seine Karriere beim Paulista FC, wo er ab 2004 zum Profikader gehörte. Mit dem Paulista FC gewann er 2005 die Copa do Brasil. 2007 wurde er an al-Wahda ausgeliehen, kehrte jedoch schnell wieder zurück. Im Frühjahr 2008 wurde er an Grêmio FBPA nach Porto Alegre verliehen, wo er im November fest verpflichtet wurde und einen Fünfjahresvertrag unterschrieb. Bei Grêmio entwickelte sich Réver zu einer festen Größe und wurde schnell Stammspieler.
Am 28. Januar 2010 wechselte Réver zum VfL Wolfsburg, wo er einen Vertrag bis zum 30. Juni 2014 unterschrieb, jedoch kein Ligaspiel bestritt. Dieser wurde jedoch im Sommer 2010 schon wieder aufgelöst. Danach kehrte Réver nach Brasilien zurück, wo er seitdem für verschiedene Topvereine spielt. Ende Dezember 2018 unterzeichnete er einen Vertrag bei Atlético Mineiro mit einer Laufzeit von drei Jahren. Mit dem Klub konnte er im Dezember 2021 nach 50 Jahren den zweiten Meistertitel des Klubs feiern. Im selben Monat schloss sich der Erfolg im Copa do Brasil 2021 an.

## Erfolge
Nationalmannschaft
- FIFA-Konföderationen-Pokal: 2013

Paulista
- Copa do Brasil: 2005

Grêmio
- Staatsmeisterschaft von Rio Grande do Sul: 2010

Flamengo
- Staatsmeisterschaft von Rio de Janeiro: 2017

Atlético Mineiro
- Staatsmeisterschaft von Minas Gerais: 2012, 2013, 2020, 2021, 2022, 2023
- Copa Libertadores: 2013
- Copa do Brasil: 2014, 2021
- Brasilianischer Meister: 2021
- Supercopa do Brasil: 2022

Auszeichnungen
- Bola de Prata: 2016